# Frösöblomster (film)
Frösöblomster är en svensk film om Wilhelm Peterson-Berger från 1943 i regi av Torsten Bergström

## Handling
Filmen spelades in tre månader före kompositörens Wilhelm Peterson-Bergers bortgång år 1942. Filmen visar bilder från Jämtland och Frösön, Peterson-Berger och hans hem. 

## Om filmen
Filmen premiärvisades den 27 september 1943 på biograf Grand i Stockholm. Filmen spelades in på Frösön i Jämtland av Ingvar Borild och Göran Strindberg. Orkestermusiken framfördes av en ensemble ur Kungliga Hovkapellet under ledning av Edvin Zeidner; sången framfördes av Lisa Tunell.

## Musik i filmen
- Jämtland, kompositör Wilhelm Peterson-Berger
- Vid Frösö kyrka, kompositör Wilhelm Peterson-Berger, text Rune Lindström
- Intåg i Sommarhagen, kompositör Wilhelm Peterson-Berger, framförs på piano av Wilhelm Peterson-Berger
- Långt bort i skogarna, kompositör Wilhelm Peterson-Berger
- Frösöblomster. D. 1. Sommarsång, kompositör Wilhelm Peterson-Berger, text Rune Lindström
- Vildmarken lockar, kompositör Wilhelm Peterson-Berger
- Locklåt, kompositör Wilhelm Peterson-Berger